# Hội họa triều Minh

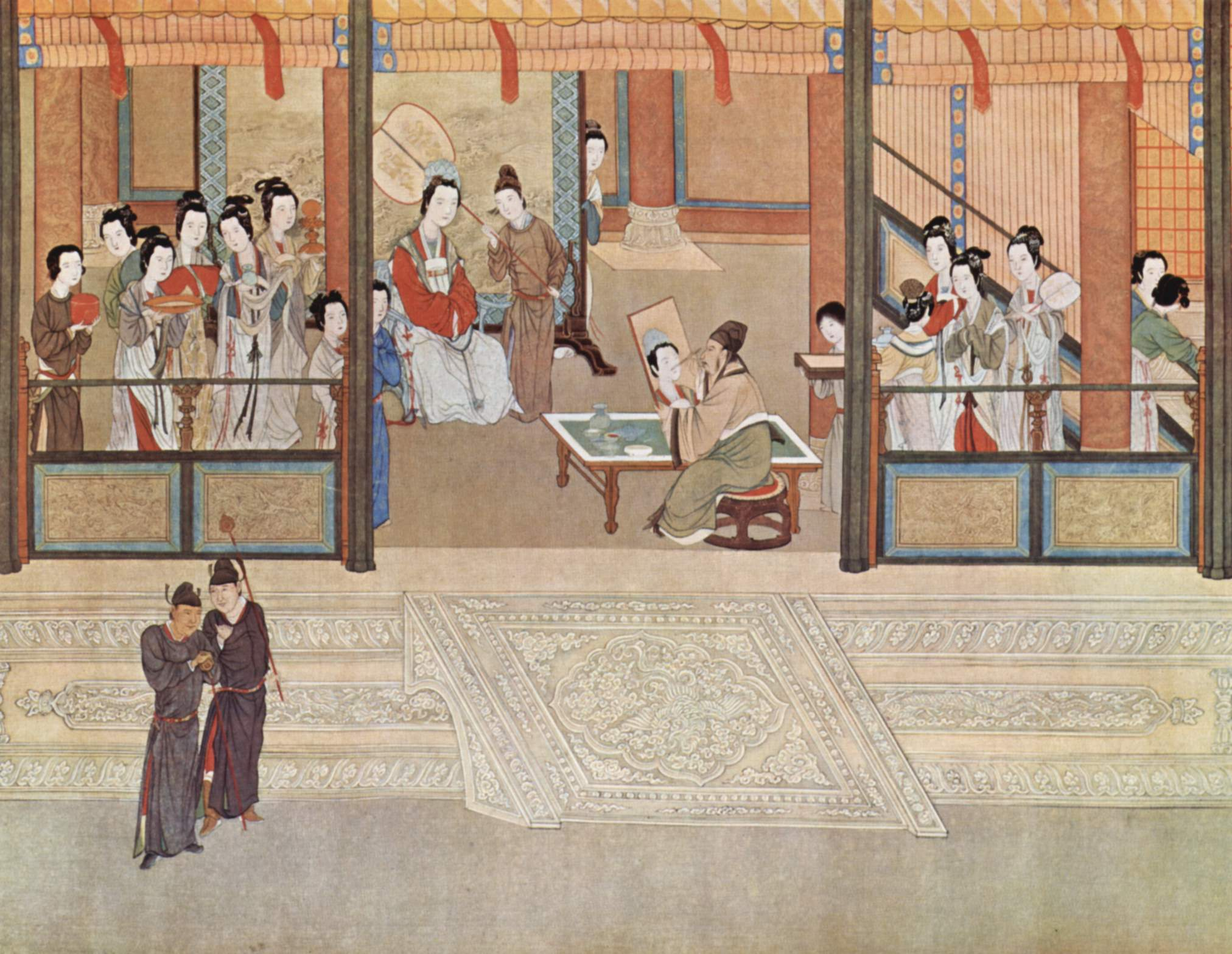
Trích họa phẩm Hán cung xuân hiểu đồ (漢宮春曉圖) của tác giả Cừu Anh.

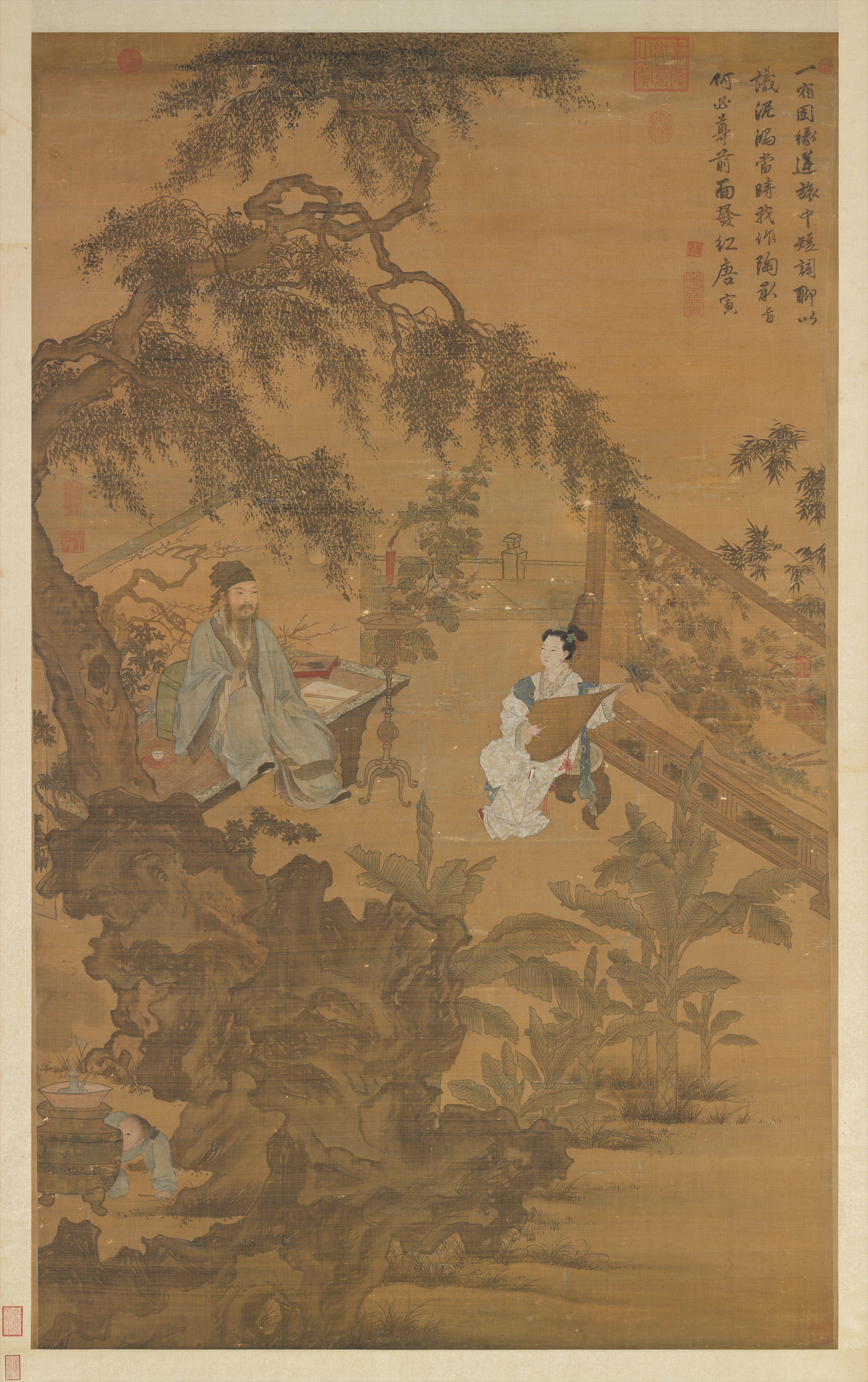
Họa phẩm Đào cốc tặng từ đồ (陶穀贈詞圖) của tác giả Đường Dần.

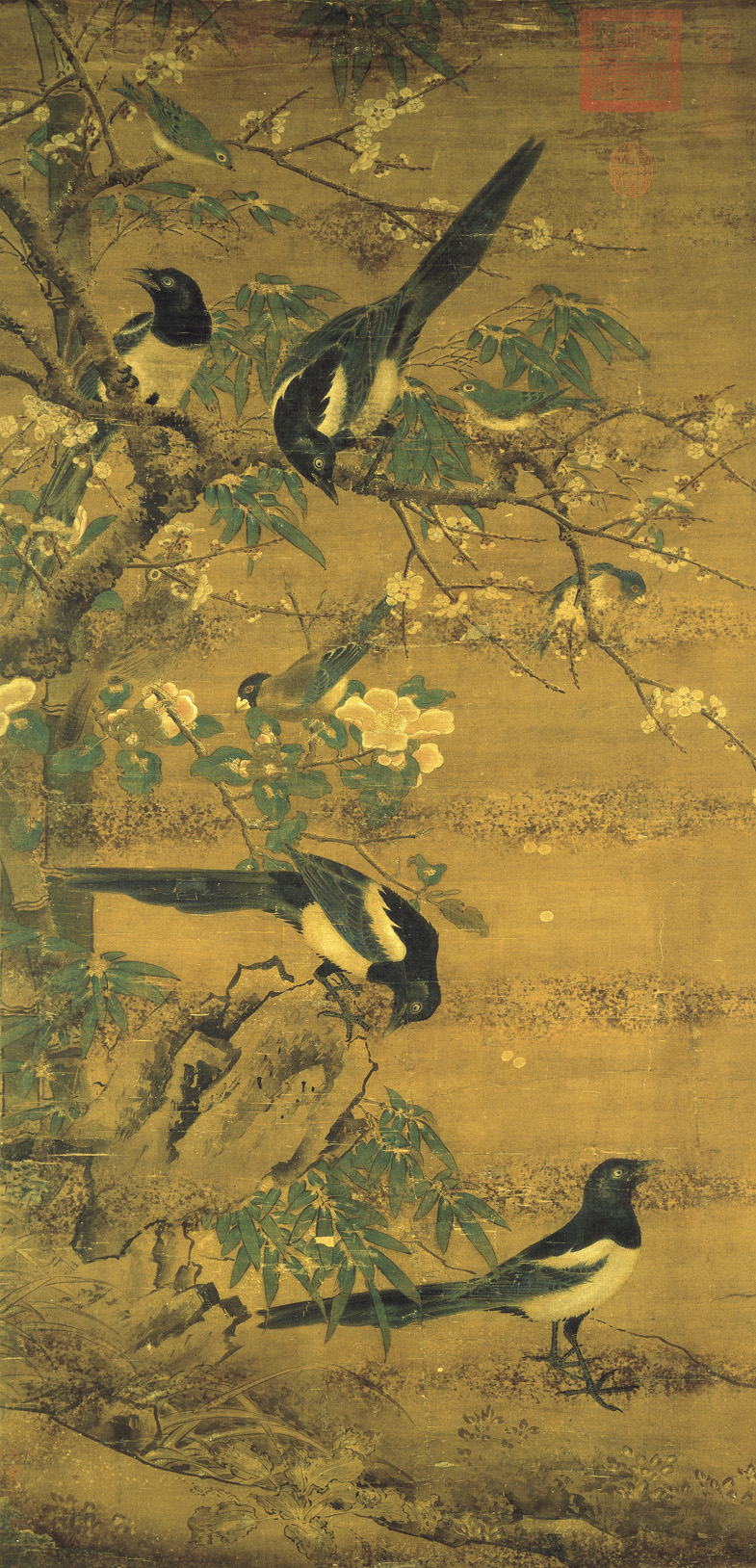
Họa phẩm Tứ hỉ đồ (四喜圖) của tác giả Biên Cảnh Chiêu.

Hội họa triều Minh (chữ Hán: 明朝繪畫, Anh văn: Ming dynasty painting) kế thừa và phát triển từ những thành tựu trong nghệ thuật vẽ tranh thời kỳ Tống - Nguyên. Thời kỳ này cũng chứng kiến những phát kiến mà về sau đã trở thành mẫu mực trong kho tàng hội họa Trung Hoa.